# Kleptoparasitisme

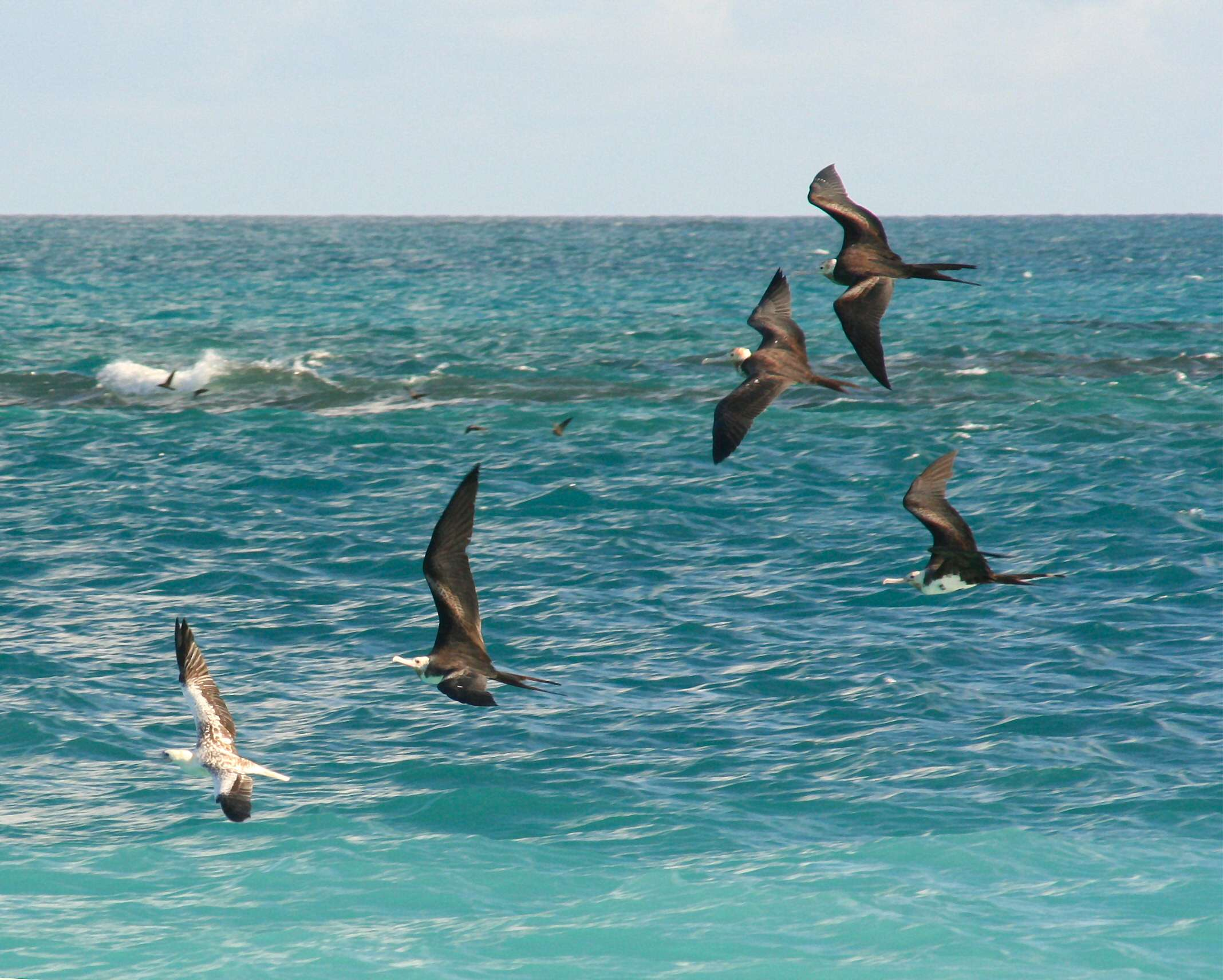
Grote fregatvogels achtervolgen een roodpootgent om diens prooi af te pakken.

Kleptoparasitisme of parasitisme door diefstal houdt in dat een dier zich voedt met een prooi die een ander dier heeft gevangen of gedood dan wel een voedselvoorraad die een ander dier heeft aangelegd. Ook het stelen van nestmateriaal e.d. wordt beschouwd als kleptoparasitisme. Voorts wordt nog onderscheid gemaakt tussen het stelen van voedsel van soortgenoten en van andere soorten.

## Zoogdieren
Het is heel gebruikelijk dat leeuwen en gevlekte hyena's eten van elkaar afpakken.

## Vogels
Bij verschillende soorten vogels kan kleptoparasitisme voorkomen. Grote vogels (zoals de middelste jager) achtervolgen een kleinere vogel tot deze zijn prooi laat vallen. Miervogels en andere vogelsoorten volgen colonnes trekmieren en voeden zich met de opgejaagde dieren. 

## Spinnen
Bepaalde spinnen maken zelf geen web maar zoeken webben van andere soorten op en stelen de prooien die erin belanden. 

## Insecten
Sommige mieren zoeken zelf geen voedsel maar stelen dat van andere soorten mieren, een voorbeeld is de diefmier (Diplorhoptrum fugax).
De larven van de Houdinivlieg eten de mondvoorraad op die metselbijen achterlaten in 'dichtgemetselde' kokers voor hun larven.